# OGAE
OGAE (sigles d'Organisation Génerale donis Amateurs de l'Eurovision, Organització General d'Amants d'Eurovisió) és una organització internacional fundada en 1984 a Savonlinna, Finlàndia, per Jari-Pekka Koikkalainen. Consisteix en una xarxa de 40 clubs de fans del Festival de la Cançó d'Eurovisió dins i fora d'Europa, no governamental, apolítica i sense ànim de lucre.
OGAE organitza anualment quatre competicions sense ànim de lucre per promocionar la música popular entre els fans d'Eurovisió per tot el planeta. Freqüentment, treballa en cooperació amb la Unió Europea de Radiodifusió per ajudar-la a promocionar el Festival d'Eurovisió, i també ha establert una relació estreta amb les emissores nacionals dels països participants.
L'actual president de la Xarxa OGAE Internacional és Maiken Mäemets, d'OGAE Finlàndia, que va succeir en el càrrec en 2011 a Antonis Karatzikos, d'OGAE Grècia. En la convenció anual dels membres de l'OGAE el 17 de maig de 2013 a Malmö, Suècia, Mäemets va ser reelegit per a altres dos anys.

## Història
Encara que el Festival d'Eurovisió va començar en 1956, la Xarxa Ogae Internacional es va fundar en 1984, per part de Jari-Pekka Koikkalainen, a Savonlinna, Finlàndia. L'organització, un club de fans d'Eurovisió independent, opera com una entitat no governamental, apolítica i sense ànim de lucre, i treballa freqüentment en col·laboració amb la UER. La xarxa està oberta als països que participen o han participat en el festival. Diversos altres països dins i fora d'Europa que no tenen la seva pròpia xarxa OGAE, entre d'altres, Austràlia, Letònia, Kazakhstan, Mònaco, San Marino, Sud-àfrica i els Estats Units, participen sota el nom OGAE Resta del Món.
Cada any, l'OGAE organitza quatre competicions sense ànim de lucre: OGAE Song Contest, OGAE Second Chance Contest, OGAE Video Contest i OGAE Home Composed Song Contest. L'exercici cooperatiu de la Xarxa OGAE és promocionar la música popular nacional per tot el món en col·laboració amb els fans del Festival d'Eurovisió, així com establir una relació estreta entre les emissores nacionals i la promoció del mateix festival a un nombre més gran de gent.

## Branques d'OGAE
OGAE té en l'actualitat 40 membres, dues d'elles a Alemanya. En són:
- Albània
- Andorra
- Armènia
- Àustria
- Azerbaidjan
- Belarús
- Bèlgica
- Bulgària
- Croàcia
- Xipre
- Dinamarca
- Estònia
- Finlàndia
- França
- Alemanya
- Grècia
- Islàndia
- Irlanda
- Israel
- Itàlia
- Líban
- Lituània
- Luxemburg
- Macedònia del Nord
- Malta
- Moldàvia
- Països Baixos
- Noruega
- Polònia
- Portugal
- Romania
- Rússia
- Sèrbia
- Eslovènia
- Espanya
- Suècia
- Suïssa
- Turquia
- Regne Unit
- Resta del món

### OGAE Resta del món
Els països que no tenen una xarxa OGAE pròpia per dret, però són membres actius o associats de la Unió Europea de Radiodifusió, estan unificats en OGAE Resta del món. Els països que constitueixen aquesta xarxa OGAE són:
- Afganistan

- Algèria

- Argentina

- Austràlia

- Bòsnia i Hercegovina[n 1]

- Botswana

- Brasil

- Canadà

- Xile

- Colòmbia

- Txèquia[n 1]

- Egipte

- Geòrgia[n 1]

- Hong Kong

- Hongria[n 1]

- Japó

- Jordània

- Kazakhstan

- Kosovo

- Kirguizstan

- Letònia[n 1]

- Lesotho

- Liechtenstein

- Mèxic

- Mònaco[n 1]

- Montenegro

- Marroc[n 1]

- Namíbia

- Nova Zelanda

- Perú

- San Marino[n 1]

- Seychelles

- Eslovàquia

- Sud-àfrica

- Corea del Sud

- Eswatini

- Tunísia

- Ucraïna[n 1]

- Emirats Àrabs Units

- Estats Units

- Uzbekistan

- Veneçuela

1. 1 2 3 4 5 6 7 8 9  Bòsnia i Hercegovina, Txèquia, Geòrgia, Hongria, Letònia, el Marroc, Mònaco, Montenegro, San Marino, Eslovàquia i Ucraïna han participat al festival, però no són encara membres complets d’OGAE, de manera que estan també dins de “Resta del món”.

## Concursos OGAE

### OGAE Eurovision Song Contest Poll
El Premi Fan Marcel Bezençon es va lliurar en 2002 i 2003, votat pels membres d'OGAE. Després va desaparèixer i va ser reemplaçat pel Composer Award en 2004.
| Any  | Guanyador | Cançó           | Intèrpret         | Lloc | Punts |
| ---- | --------- | --------------- | ----------------- | ---- | ----- |
| 2002 | Finlàndia | Addicted to You | Laura Voutilainen | 20è  | 24    |
| 2003 | Espanya   | Dime            | Beth              | 8è   | 81    |

Cada any des de 2007, OGAE ha realitzat una enquesta prèvia a Eurovisió en la qual cada club nacional i OGAE Resta del món voten a totes les cançons, usant el mateix sistema de votació que el festival (les més votades per cada club reben d'1 a 8, 10 i 12 punts, i els països no poden votar-se a si mateixos). Els guanyadors d'aquesta enquesta són:
| Any  | Guanyador | Cançó                 | Intèrpret(s)           | Posició | Punts | Subcampió  | 3a posició    |
| ---- | --------- | --------------------- | ---------------------- | ------- | ----- | ---------- | ------------- |
| 2007 | Sèrbia    | Molitva (Молитва)     | Marija Šerifović       | 1a      | 268   | Suïssa     | Belarús       |
| 2008 | Suècia    | Hero                  | Charlotte Perrelli     | 18a     | 47    | Suïssa     | Sèrbia        |
| 2009 | Noruega   | Fairytale             | Alexander Rybak        | 1a      | 387   | França     | Suècia        |
| 2010 | Dinamarca | In a moment like this | Chanée and N'evergreen | 4a      | 149   | Israel     | Alemanya      |
| 2011 | Hongria   | What About My Dreams? | Kati Wolf              | 22a     | 53    | França     | Regne Unit    |
| 2012 | Suècia    | Euphoria              | Loreen                 | 1a      | 372   | Itàlia     | Islàndia      |
| 2013 | Dinamarca | Only Teardrops        | Emmelie de Forest      | 1a      | 281   | San Marino | Noruega       |
| 2014 | Suècia    | Undo                  | Sanna Nielsen          | 3a      | 218   | Hongria    | Israel        |
| 2015 | Itàlia    | Grande amore          | Il Volo                | 3a      | 292   | Suècia     | Estònia       |
| 2016 | França    | J'ai cherché          | Amir                   | 6a      | 257   | Rússia     | Austràlia     |
| 2017 | Itàlia    | Occidentali's Karma   | Francesco Gabbani      | 6a      | 334   | Bèlgica    | Suècia        |
| 2018 | Israel    | Toy                   | Netta Barzilai         | 1a      | 529   | França     | Finlàndia     |
| 2019 | Itàlia    | Soldi                 | Mahmood                | 2a      | 472   | Suïssa     | Països Baixos |
| 2020 | Lituània  | On Fire               | The Roop               | -       | -     | Islàndia   | Suïssa        |
| 2021 | Malta     | Je Me Casse           | Destiny                | 7a      | 255   | Suïssa     | França        |

| Colors de fons |                     |  |                          |
|                | Va guanyar la final |  | Segon en la final        |
|                | Tercer en la final  |  | No va arribar a la final |
|                | Edició cancel·lada  |  |                          |

### OGAE Song Contest
L'OGAE Song Contest és un concurs en àudio en el qual tots els clubs nacionals OGAE poden participar amb una cançó original publicada en els 12 mesos anteriors als seus respectius països, interpretada en un dels idiomes oficials del país.
| Any  | Guanyador  | Cançó                         | Intèrpret(s)                         | Punts | Organitzador               | Nombre de participants |
| ---- | ---------- | ----------------------------- | ------------------------------------ | ----- | -------------------------- | ---------------------- |
| 1986 | Alemanya   | Stimmen in Wind               | Juliane Werding                      | 16    | Savonlinna                 | 5                      |
| 1987 | Israel     | Ba'ati Eleiha                 | Yardena Arazi                        | 83    | Savonlinna                 | 10                     |
| 1988 | Alemanya   | Explosion                     | Mary Roos                            | 83    | Cardiff                    | 10                     |
| 1989 | Noruega    | Hjem                          | Karoline Krüger y Anita Skorgan      | 93    | Berlín                     | 13                     |
| 1990 | Itàlia     | Vattene amore                 | Mietta y Amedeo Minghi               | 136   | Oslo                       | 18                     |
| 1991 | França     | Désenchantée                  | Mylène Farmer                        | 151   | Pisa                       | 17                     |
| 1992 | Portugal   | Se o dia nascesse             | Nucha                                | 115   | París                      | 16                     |
| 1993 | Itàlia     | La solitudine                 | Laura Pausini                        | 154   | Montargis                  | 20                     |
| 1994 | Grècia     | Ftes                          | Sabrina                              | 116   | Pisa                       | 19                     |
| 1995 | Espanya    | Cada vez                      | Paloma San Basilio                   | 144   | Atenes                     | 21                     |
| 1996 | Espanya    | Me quedaré solo               | Amistades Peligrosas                 | 159   | Las Palmas de Gran Canaria | 16                     |
| 1997 | Espanya    | Amor perdido                  | Marta Sánchez                        | 199   | Las Palmas de Gran Canaria | 22                     |
| 1998 | Polònia    | Im Wiecej Ciebie tym mniej    | Natalia Kukulska                     | 125   | Las Palmas de Gran Canaria | 16                     |
| 1999 | França     | Jardin de lumière             | Leyla Doriane                        | 169   | Atenes                     | 24                     |
| 2000 | Suècia     | Svarta änkan                  | Nanne                                | 168   | París                      | 26                     |
| 2001 | França     | Moi... Lolita                 | Alizée                               | 189   | Umeå                       | 24                     |
| 2002 | Regne Unit | What If                       | Kate Winslet                         | 126   | París                      | 25                     |
| 2003 | França     | Cassé                         | Nolwenn Leroy                        | 183   | Southampton                | 27                     |
| 2004 | Rússia     | Grezy                         | Varvara                              | 178   | Lió                        | 27                     |
| 2005 | Itàlia     | Da grande                     | Alexia                               | 164   | Moscou                     | 28                     |
| 2006 | Grècia     | Mambo                         | Elena Paparizou                      | 244   | Pisa                       | 30                     |
| 2007 | Espanya    | Qué no daría yo               | Rebeca                               | 179   | Atenes                     | 29                     |
| 2008 | Croàcia    | Ruža u kamenu                 | Franka Batelić                       | 164   | Saragossa                  | 27                     |
| 2009 | Regne Unit | Viva la Vida                  | Coldplay                             | 248   | Zagreb                     | 30                     |
| 2010 | Regne Unit | Heartbreak (Make Me A Dancer) | Freemasons feat. Sophie Ellis-Bextor | 228   | Londres                    | 27                     |
| 2011 | Regne Unit | Someone like You              | Adele                                | 189   | Londres                    | 26                     |
| 2012 | Itàlia     | Per sempre                    | Nina Zilli                           | 219   | Londres                    | 26                     |
| 2013 | Espanya    | Te despertaré                 | Pastora Soler                        | 237   | Bolonya                    | 30                     |
| 2014 | França     | Dernière danse                | Indila                               | 251   | Espanya                    | 26                     |
| 2015 | França     | Andalouse                     | Kendji Girac                         | 248   | França                     | 31                     |
| 2016 | Espanya    | Sofía                         | Álvaro Soler                         | 234   | França                     | 28                     |
| 2017 | Austràlia  | Fighting for Love             | Dami Im                              | 232   | Espanya                    | 28                     |
| 2018 | Regne Unit | Scared of the Dark            | Steps                                | 230   | Austràlia                  | 29                     |
| 2019 | Regne Unit | Someone You Loved             | Lewis Capaldi                        | 241   | Londres                    | 28                     |
| 2020 | Regne Unit | Physical                      | Dua Lipa                             | 213   | Edimburg                   | 28                     |

### OGAE Second Chance Contest
L'OGAE Second Chance Contest (Concurs OGAE Segona Oportunitat) és un esdeveniment visual fundat en 1987 i organitzat pels membres de OGAE. En la primera edició de 1987 van competir quatre nacions. Antigament era un esdeveniment de només àudio, però amb els anys va evolucionar amb l'ús del vídeo i, en l'actualitat, DVD i YouTube.
Cada estiu, després del Festival d'Eurovisió, cada membre pot enviar una cançó que no va aconseguir guanyar en el procés nacional de selecció del seu país per al festival. Els membres de cada país escullen entre les cançons que no van guanyar perquè els representi en l'esdeveniment. Els vots els envien els membres OGAE a l'organització de cada any i aquests són comunicats per portaveus especials des de 1993.

### OGAE Video Contest
L'OGAE Video Contest és un esdeveniment en vídeo en el qual, de manera similar a l'OGAE Song Contest, tots els membres nacionals d'OGAE poden participar amb una cançó original publicada en els 12 mesos anteriors als seus països. No hi ha obligació que estigui interpretada en un idioma del país.